# Gorniczy Klub Sportowy Płomień Milowice
Il Płomień Milowice (tradotto La Fiamma di Milowice)  era una società pallavolistica della Polonia, con sede nella cittadina di Sosnowiec, vicino a Cracovia. Faceva parte della polisportiva omonima, che aveva nella pallavolo le squadre più importanti. La sezione pallavolistica comprendeva sia la formazione maschile che quella femminile.
È stata una delle società più importanti del Paese, in quanto nel suo palmarès, oltre a diversi trofei nazionali, è presente anche una Coppa dei Campioni.

## Storia
La società venne fondata nel 1929 dai vigili del fuoco della miniera Victor. La polisportiva originaria comprendeva squadre di diversi sport: calcio, judo, ginnastica artistica, pallavolo, boxe e scacchi. Nel 1963 la miniera venne rinominata Milowice, e contemporaneamente la società decise di concentrare i propri sforzi sulla pallavolo.

Il primo successo è datato 1974, con la vittoria del campionato da parte della squadra femminile. Le società dominarono la scena nazionale tra gli anni settanta e gli anni ottanta, conquistando complessivamente 7 campionati e una Coppa di Polonia, oltre a numerosi piazzamenti. Il successo più importante è stato raggiunto dalla compagine maschile, che nel 1978 ha conquistato la Coppa dei Campioni, battendo in finale gli olandesi del Voorburg.

Alla fine del campionato del 1991, terminato con il 4º posto degli uomini e il 6º delle donne, la società si sciolse.

## Palmarès

### Maschile
- Campionato polacco: 2

1976-77, 1978-79
- Coppa di Polonia: 1

1984-85
- Coppa dei Campioni: 1

1977-78

### Femminile
- Campionato polacco: 5

1973-74, 1974-75, 1978-79, 1979-80, 1980-81